# ガザミグモ
ガザミグモ Pistius undulatus は比較的大柄なカニグモ科のクモで、腹部は左右に広い。ただし雄はむしろ小さい。

## 特徴
全体に濃褐色のカニグモ。性的二型は大きさの差として明瞭に見られ、体長は雌で8.5-12.1mm、雄では3.6-5.3mmと、雄が遙かに小さい。雌では背甲は濃褐色で黄褐色の斑紋がある。上顎、下顎、胸板は黄褐色で下顎の先端部と下唇は濃褐色、それらにいずれも黄色の小さい斑紋がある。歩脚は第1脚、第2脚は全体に黒褐色だが先端近くは色が薄くなる。第3、第4脚は色が薄くて淡黄褐色で、第4脚の膝節と勁節色が濃くて淡い色の斑紋が入る。腹部の背面は地色が褐色で、そこに白と黒褐色の山形の斑紋が入る。腹部の腹面には数対の筋点が褐色を呈して並んでいる。糸疣は褐色になっている。雄の場合、全体に暗褐色で、眼域(眼の配置する範囲)と第3，第4脚の腿節が黄色となっている。
背甲は幅が広い。8眼2列の眼はいずれも大きさがほぼ同じで、前列と後列の間に隆起がある。中眼域はほぼ正方形ながらやや縦長となっている。また前眼列では中眼と側眼の間より中眼同士の間隔が、後列では中眼間より中眼と側眼の間の方がわずかに長い。下顎、下唇は共に長く、下唇の長さは下顎の半分を超える。歩脚は横に長く伸び、第1、第2脚が後ろ2脚よりずっと長い。腹部は後方が幅広くなっており、上から見ると三角形に見える。
和名に関しては、カニグモの中でも足が長くて角張った感じがカニの中のガザミを思わせる、ということによる。

### 大きさに関して
本種の雌はカニグモの中ではとても大柄なものである。カニグモ類での普通種であるハナグモやヤミイロカニグモはその雌の体長が6-8mm程度であり、本種よりかなり小さい。本種と体長の数値で肩を並べるのはワカバグモの雌が12-13mmで本種と同程度かやや大きな値となっている。しかしこの種はカニグモ類では例外的に腹部が縦長な形を取っているのに対して、本種の腹部は横幅の方が広いくらいであり、それで同じ程度の体長であるから、本種の方がずっと大きく見える。

## 生態など
低木や草の葉の上、あるいは花のそばなどで獲物を待ち伏せる。しばしば蝶やミツバチなど、本体より大きな獲物を捕らえるのを見かける。
晩春から初夏に成体が出現し、越冬は幼生で行われる。越冬は樹皮下などで行われる。冬に行われる松の巻き藁に潜り込んでいるのも見られ、亜成体が多く、幼生や成体も見られる。

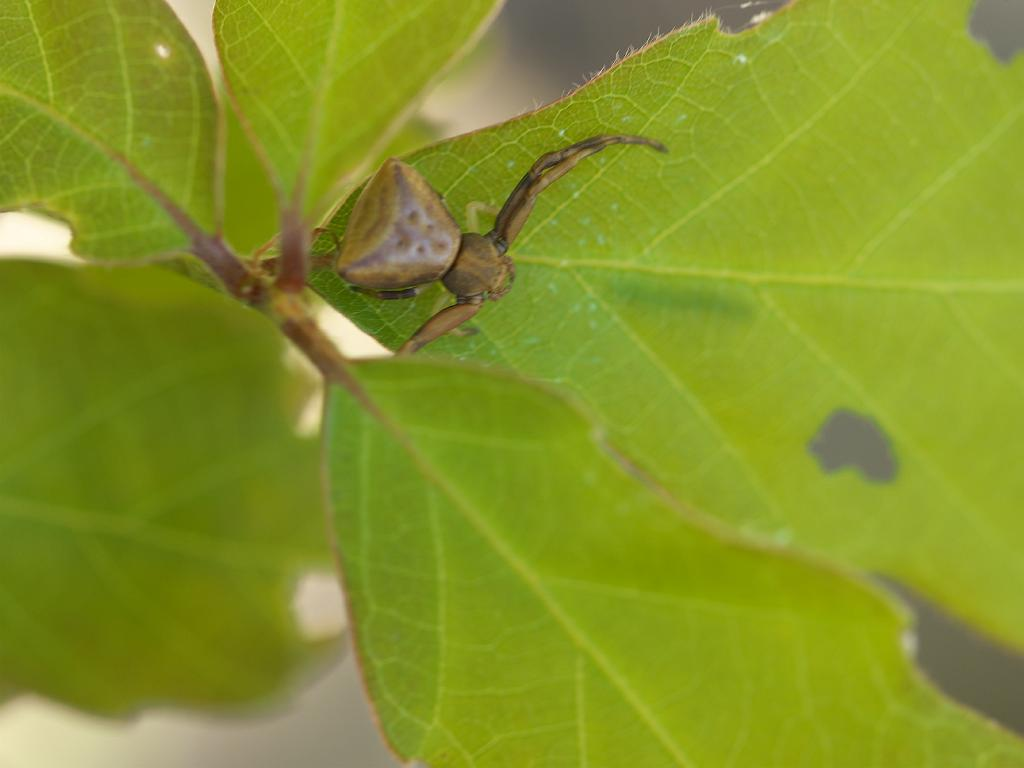
低木(コナラ)の葉の上に待ち伏せる雌
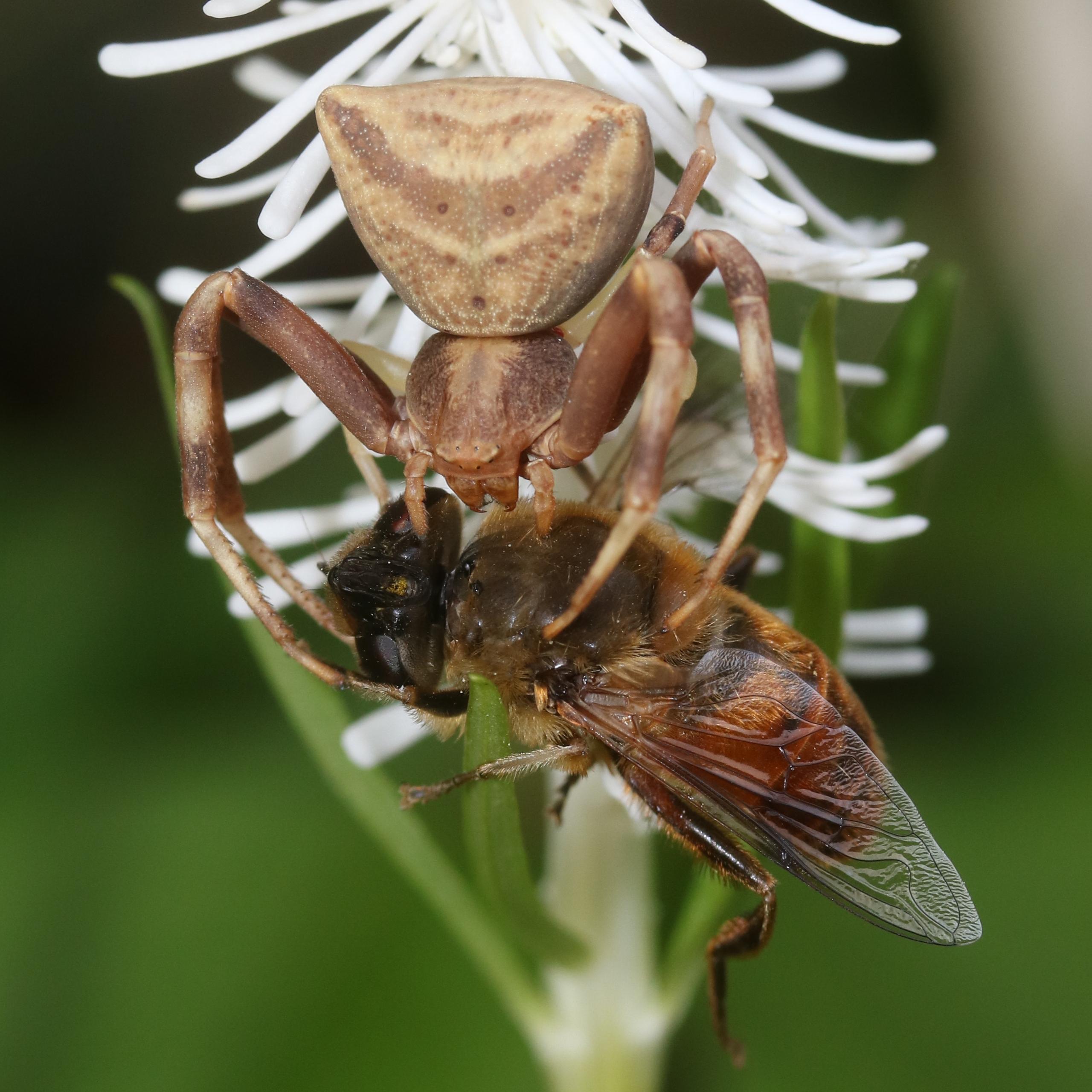
草の花(シライトソウ)の上でアブを捕らえた雌

## 分布と生息環境
中央アジアのカザフスタンから日本にかけて分布域があり、日本国内では北海道から九州まで、広く分布する。
山地の森林や林縁に生息する。林縁の下草や草地の葉の上に見られる。人里にはあまり出てこないもののようである。

## 分類・類似種など
本種の所属するガザミグモ属には小野編著(2009)によると世界に10種が知られるが、実際にこの属に所属すべきものは2種しかないという。日本には本種があるのみである。もう1種は本属のタイプ種である P. truncatus で、この種は旧北区に広く分布する。なお、かつては日本のものはこの種であると判断されていた。
カニグモ科には他にも多くの種があるが、本種はその中で特に大きいこと、および腹部の三角形っぽさがはっきりしていることなどで区別は容易である。